# میچل (داکوتای جنوبی)
میچل(به انگلیسی: Mitchell) شهری در ایالت داکوتای جنوبی کشور ایالات متحده آمریکا است که جمعیت آن در سرشماری سال ۲۰۱۰ میلادی، ۱۵٬۲۵۴ نفر بوده‌است.